# Cloch Cheann Fhaola

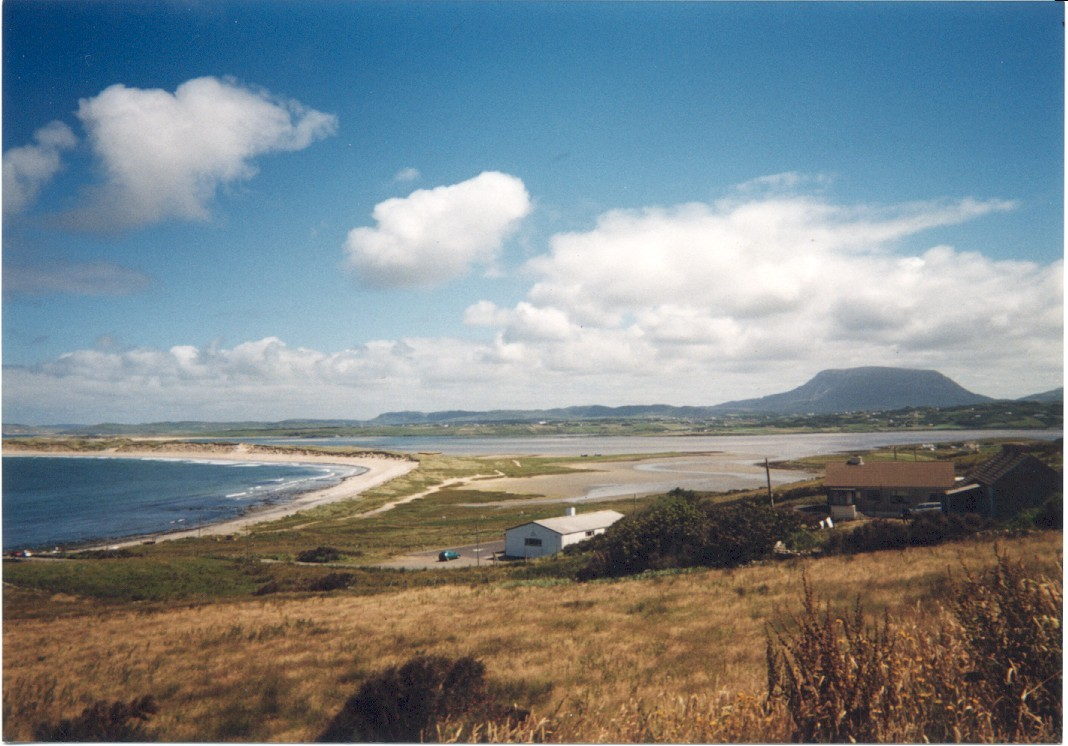
Vista de Machaire Rabhartaigh i la muntanya de Muckish

Cloch Cheann Fhaola (en anglès Cloughaneely) és un districte de Gaeltacht, a l'oest del comtat de Donegal, a la República d'Irlanda. Aquesta és una àrea costanera amb una població de 4.000 habitants centrats a les viles de Falcarragh i Gortahork. El gaèlic irlandès és la llengua principal de comunicació. A Cloch Cheann Fhaola hi ha l'escola secundària Pobalscoil Chloich Gheann Fhaola, amb uns 500 estudiants. El principal lloc interessant és Cnoc na Naomh, una muntanya amb certes significacions religioses. Cloch Cheann Fhaola, Na Rosa i Gaoth Dobhair, coneguts localment com "les tres parròquies" amb 16.000 parlants d'irlandès, formen plegades una regió social i cultural diferent de la resta del comtat, amb Gaoth Dobhair com a principal centre econòmic i dinamitzador. Gaeltacht an Láir és una altra àrea de parla irlandesa.

## Divisió administrativa
Hi ha dues divisions electorals en aquesta àrea:
1. Gort an Choirce (1.599) (81%)
2. An Fál Carrach (2.168) (44%)

## Etimologia
El nom Cloch Cheann Fhaola (també escrit Cloich Chionnaola, vol dir 'la pedra del cap de Faoil') prové de d'una història sobre la mort de Faoil. La història diu que Balor del Mal d'Ull decapità Faoil en una roca perquè Faoil va robar la Vaca de l'Abundància a Balor i la va portar de nou a la part continental de Toraigh.

## Townlands de Cloch Cheann Fhaola
- Ballyness (Baile an Easa)
- Ballingat (Baile an Gheata)
- Ballyconnell (Baile Chonaill)
- Ballytemple (Baile an Teampaill)
- Caoldroim Íochtarach (Lower Keeldrum)
- Caoldrum lar (Middle Keeldrum)
- Caoldrum Thuas (Upper Keeldrum)
- Derryconnor (Doire Chonaire)
- Falcarragh (An Fál Carrach)
- Gortahork (Gort an Choirce)
- Killult (Cill Ulta)
- Magheroarty (Machaire Rabhartaigh)
- Meenlaragh (Mín Lárach)
- An Sruthán Riach

## Illes
- Inishbofin (Inis Bó Finne)
- Illa de Tory (Oileán Thoraigh)

## Personatges
- Cathal Ó Searcaigh, poeta
- Micí Mac Gabhann